# Пуэрто-Сантандер (Амасонас)
Пуэрто-Сантандер (исп. Puerto Santander) — муниципалитет и одноимённый посёлок на юге Колумбии, в составе департамента Амасонас.

## Географическое положение

Муниципалитет Пуэрто-Сантандер

Муниципалитет расположен в центральной части департамента. Граничит на севере с территорией департамента Какета, на востоке — с муниципалитетом Мирити-Парана, на юге — с муниципалитетом Пуэрто-Арика, на западе и юго-западе — с муниципалитетом Ла-Чоррера. Абсолютная высота поселения Пуэрто-Сантандер — 99 метров над уровнем моря.

## Население
По данным Национального административного департамента статистики Колумбии, численность населения муниципалитета в 2012 году составляла 2758 человек.
Динамика численности населения муниципалитета по годам:
| 2005 | 2006 | 2007 | 2008 | 2009 | 2010 | 2011 | 2012 |
| ---- | ---- | ---- | ---- | ---- | ---- | ---- | ---- |
| 2373 | 2427 | 2480 | 2535 | 2590 | 2646 | 2701 | 2758 |

Согласно данным переписи 2005 года мужчины составляли 52,9 % от населения Пуэрто-Сантандера, женщины — соответственно 47,1 %. В расовом отношении индейцы составляли 73 % от населения муниципалитета; белые и метисы — 24,9 %; негры и мулаты — 2,1 %.
Уровень грамотности среди населения старше 15 лет составлял 87,8 %.

## Экономика
Половина от общего числа муниципальных предприятий составляют предприятия торговой сферы, половина — промышленные предприятия.